# Orthetrum trinacria
Orthétrum effilé
Espèce
Statut de conservation UICN

 LC  : Préoccupation mineure
Orthetrum trinacria, l'Orthétrum effilé, est une espèce de libellules de la famille des libellulidés. C'est l'espèce la plus longue (jusqu'à 67 mm) et la plus fine de son genre. La base de son abdomen est bulbeuse.

## Répartition
Elle se rencontre dans le sud de l'Europe (sud du Portugal, sud de l'Espagne, Italie (Sardaigne et Sicile), Malte), en Afrique (de l'Afrique du Nord jusqu'à l'Afrique du Sud, surtout répandue en Afrique tropicale), dans le sud-ouest de l'Asie. En 2012, elle a été observée en Corse.

## Description

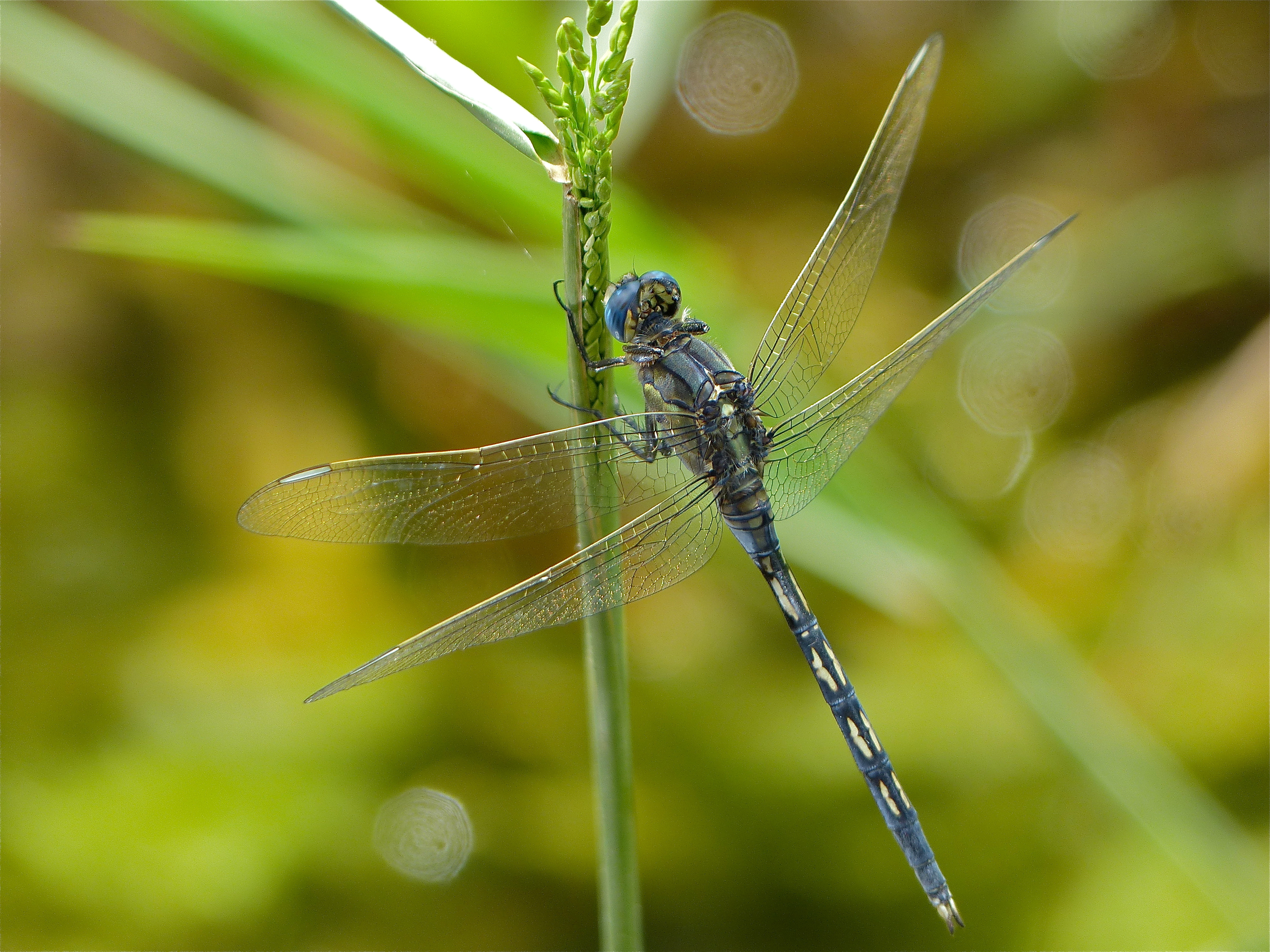
Orthetrum trinacria (Parc national Kruger, Afrique du Sud)

## Habitat
Elle affectionne les marécages, les mares et les lacs permanents ou intermittents.

## Alimentation

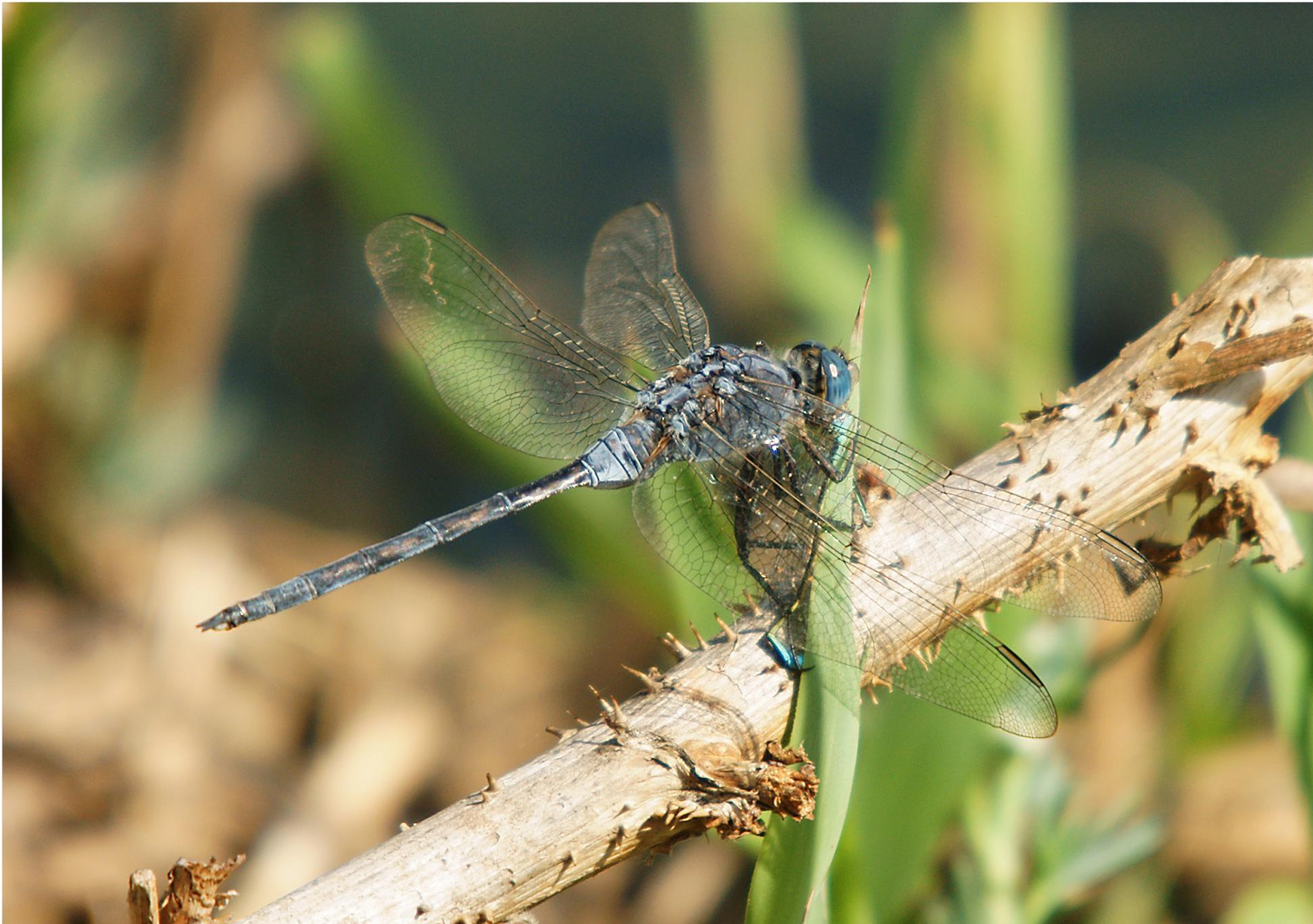
Mâle adulte de Orthetrum trinacria dévorant un agrion élégant (Ischnura elegans)

Grâce à son vol puissant, cette libellule agressive peut capturer et se nourrir d'autres espèces de libellules.